# Lycosa mukana
Lycosa mukana är en spindelart som beskrevs av Roewer 1960. Lycosa mukana ingår i släktet Lycosa och familjen vargspindlar.
Artens utbredningsområde är Kongo. Inga underarter finns listade i Catalogue of Life.